# Джаред Лето
Джаред Джоузеф Лето (на английски: Jared Joseph Leto) (произношение) е американски актьор и музикант, носител на „Златен глобус“, „Оскар“ и две награди „Сателит“. Известни филми с негово участие са „Боен клуб“, „Клубът на купувачите от Далас“, „Американски психар“, „Александър“, „Реквием за една мечта“, „Отряд самоубийци“ и „Луди години“ и други. Лето е вокалист, китарист и главен текстописец на американската рок група 30 Seconds to Mars. Под псевдонима Бартоламю Къбинс се изявява и като режисьор на музикални видеоклипове.

## Биография

### Ранни години
Джаред Лето е роден на 26 декември 1971 г. в Боузър сити, Луизиана, в семейство с испански корени.
Семейството му се мести изключително често: Луизиана, Уайоминг, Колорадо, Вирджиния, дори Хаити. Средното си образование завършва във Вашингтон през 1989, а след това записва изобразително изкуство в Университета по изкуствата във Филаделфия. След това се прехвърля да учи визуални изкуства в Ню Йорк. По това време развива интерес към актьорското майсторство.

### Кариера

#### Актьорска кариера
През 1992 Лето се мести в Лос Анджелис, в търсене на успехи в музикалното поприще, но за да се издържа се съгласява на спорадични участия като актьор. Две години по-късно получава първата си съществена роля в сериала „Тъй нареченият мой живот“, където играе ролята на Джордан Каталано. След края на сериала Лето участва в поредица от филми: „Градски легенди“, „Луди години“, „Боен клуб“, „Тънка червена линия“ и „Прифонтейн“.
Въпреки участието му в хитови филми, Лето успява да привлече вниманието на критиката и зрителите едва с ролята си на хероино-зависимия Хари Голдфарб във филма на Дарън Аронофски „Реквием за една мечта“ от 2000 г. Известно време живее на улиците на Ню Йорк, за да се подготви за ролята. След края на снимките се мести в Португалия, в търсене на психическо възстановяване от емоционално обременяващата продукция. В същата година Лето участва в „Американски психар“ на Мери Харън. Следват участия в редица високобюджетни продукции, сред които „Паник стая“ с Джоди Фостър, „Александър“ с Колин Фарел и „Цар на войната“ с Никълъс Кейдж. През 2006 отказва роля във филма на Клинт Истууд „Знамената на нашите бащи“, заради вече поети ангажименти с групата му.
В периода 2006 – 2010 Лето участва в едва три филмови продукции поради натоварения си график като музикант. През август 2016 участва във филма „Отряд самоубийци“.

#### Музикална кариера
Отделно от актьорската игра Джаред Лето активно развива кариера в сферата на музиката. Той е вокалист, китарист и текстописец на рок групата 30 Seconds to Mars. Той създава групата през 1995, заедно с брат си Шанън Лето, който е неин барабанист. Групата има издадени 4 студийни албума: „30 Seconds to Mars“ (2002), „A Beautiful Lie“ (2005), „This Is War“ (2009) и „Love Lust Faith + Dreams“ (2013). Лето режисира няколко от клиповете на групата: „The Kill“, „From Yesterday“, „Closer to the Edge“, „Kings and Queens“, „Hurricane“ и „A Beautiful Lie“.

## Избрана филмография
| година | филм                                                           | оригинално заглавие           | роля                              | режисьор        |
| ------ | -------------------------------------------------------------- | ----------------------------- | --------------------------------- | --------------- |
| 1995   | Американско сватбено одеало                                    | How to Make an American Quilt | Бек                               | Джослин Мурхауз |
| 1998   | Тънка червена линия                                            | The Thin Red Line             | Уилям Уайт                        | Терънс Малик    |
| 1999   | Боен клуб                                                      | Fight Club                    | Ангелско лице                     | Дейвид Финчър   |
| 2000   | Американски психар                                             | American Psycho               | Пол Алън                          | Мери Харън      |
| 2000   | Реквием за една мечта                                          | Requiem for a Dream           | Хари Голдфарб                     | Дарън Аронофски |
| 2000   | Луди години                                                    | Girl, Interrupted             | Тоби                              | Джеймс Манголд  |
| 2000   | Сънсет булевард                                                | Sunset Strip                  | Глен Уокър                        | Адам Колис      |
| 2002   | Паник стая                                                     | Panic Room                    | Джуниър                           | Дейвид Финчър   |
| 2004   | Александър                                                     | Alexander                     | Хефестион                         | Оливър Стоун    |
| 2005   | Цар на войната                                                 | Lord of war                   | Виталий Орлов                     | Андрю Никъл     |
| 2009   | Господин Никой                                                 | Mr. Nobody                    | Немо Никой                        | Жако Ван Дормал |
| 2013   | Клубът на купувачите от Далас                                  | Dallas Buyers Club            | Рейън                             | Жан-Марк Вале   |
| 2017   | Блейд Рънър 2049                                               | Blade Runner 2049             | Ниандър Уолъс                     | Дени Вилньов    |
| 2021   | Домът на Гучи                                                  | House of Gucci                | Паоло Гучи                        | Ридли Скот      |
| 2021   | Лигата на справедливостта: Режисьорската версия на Зак Снайдър | Zack Snyder's Justice League  | Жокера                            | Зак Снайдър     |
| 2021   | Малките неща                                                   | The Little Things             | Албърт Спарма                     | Джон Лий Ханкок |
| 2022   | Морбиус                                                        | Morbius                       | Майкъл Морбиус                    | Даниел Еспиноза |
| 2023   | Привидения в къщата                                            | Haunted Mansion               | Призракът на Алистър Кръмп (глас) | Джъстин Симиен  |